# Merve Boluğur
Merve Boluğur török színésznő, 1987. szeptember 16-án született Törökországban, Isztambul városában.

## Életrajz
Merve Boluğur Isztambulban született, majd az isztambuli Müjdat Gezen Művészeti Központ színház szakán színészetet tanult.
2006–2007-ben a Feride Kaytan rendezte Acemi Cadı (Újonc boszorkány) ifjúsági sorozatban Ayşegül címszerepét alakította, később a Keloğlan Kara Prense Karşı c. filmben – rendezte: Tayfun Güneyer – Birgül szerepét játszotta.
2013 és 2014 között Nurbanu szultánát alakította a Szulejmán című televíziós sorozat negyedik évadában.

## Filmográfia
| Alkotás                    | Szerep | Év   | Rendezte          |
| -------------------------- | ------ | ---- | ----------------- |
| Hoşçakal Güzin             | Bahar  | 2008 | Cem Görgeç        |
| Gomeda                     | Ayşen  | 2007 | Tan Tolga Demirci |
| Keloğlan Karaprens'e Karşı | Birgül | 2006 | Tayfun Güneyer    |

| Alkotás                     | Év        | Szerep            | Megjegyzés | Magyar hang                       |
| --------------------------- | --------- | ----------------- | ---------- | --------------------------------- |
| İçimdeki Fırtına            | 2017      | Ezgi Kara Bademli |            |                                   |
| Muhteşem Yüzyıl (Szulejmán) | 2013–2014 | Nurbanu szultána  |            | Erdős Borcsa                      |
| Kuzey Güney – Tűz és víz    | 2011–2013 | Zeynep Çiçek      |            | Bogdányi Titanilla / Mohácsi Nóra |
| Küçük Sırlar                | 2010–2011 | Ayşegül Yalçın    |            |                                   |
| Kül ve Ateş                 | 2009      | Hayal İsfendiyar  |            |                                   |
| Aşk Yeniden                 | 2007      | Eylül             |            |                                   |
| Acemi Cadı                  | 2006–2007 | Ayşegül           |            |                                   |

## Fordítás
- Ez a szócikk részben vagy egészben  a   Merve Boluğur című török Wikipédia-szócikk fordításán alapul.  Az eredeti cikk szerkesztőit annak laptörténete sorolja fel. Ez a jelzés csupán a megfogalmazás eredetét és a szerzői jogokat jelzi, nem szolgál a cikkben szereplő információk forrásmegjelöléseként.